# Коднянська волость
Коднянська волость — адміністративно-територіальна одиниця Житомирського повіту Волинської губернії з центром у містечку Кодня.
Станом на 1885 рік складалася з 11 поселень, 10 сільських громад. Населення — 6597 осіб (3371 чоловічої статі та 3226 — жіночої), 670 дворових господарств.
|                     | Площа, дес. | У тому числі орної, десятин |
| ------------------- | ----------- | --------------------------- |
| Сільських громад    | 6160        | 4303                        |
| Приватної власності | 7012        | 4310                        |
| Казенної власності  | 101         | —                           |
| Іншої власності     | 291         | 249                         |
| Загалом             | 13564       | 8862                        |

Основні поселення волості:
- Кодня — колишнє власницьке село при річці Коденка за 24 верст від повітового міста, 903 особи, 99 дворів, православна церква, костел, єврейський молитовний будинок, 12 ярмарків на рік.
- Великі Мошківці — колишнє власницьке село, 737 осіб, 72 двори, постоялий будинок, вітряний млин.
- Закусилівка — колишнє власницьке село при річці Коденка, 879 осіб, 104 двори, школа, постоялий будинок (в 1969 році об'єднане з Коднею[2]).
- Ляхівці — колишнє власницьке село, 1345 осіб, 144 двори, православна церква, католицька каплиця, школа, 2 вітряних млини.
- Пряжів — колишнє власницьке село  при річці Гуйва, 420 осіб, 51 двір, православна церква, постоялий будинок, лавка, водяний млин.
- Розкопана Могила — колишнє власницьке село, 275 осіб, 27 дворів, каплиця, постоялий будинок, лавка, вітряний млин.
- Янківці  — колишнє власницьке село при річці Коденка, 406 осіб, 62 двори, православна церква, 2 постоялих будинки, водяний і вітряний млин.